# Guerras romano-sasánidas

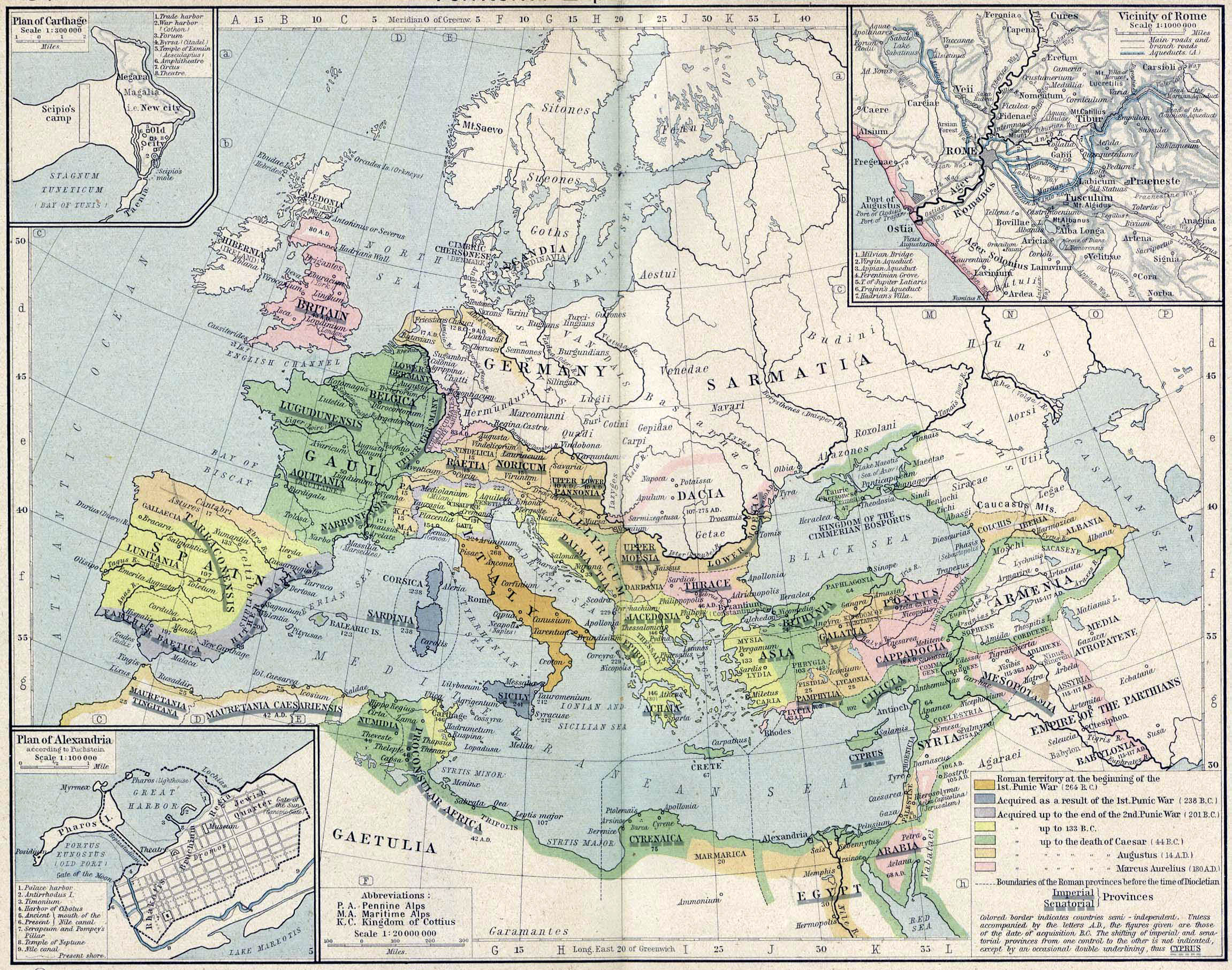
Evolución territorial de Roma desde el año 264 a. C. hasta el reinado de Diocleciano

Las guerras romano-sasánidas o guerras bizantino-sasánidas fueron una serie de conflictos militares que enfrentaron al Imperio romano y a su continuador, el Imperio bizantino, con el Imperio sasánida entre los siglos III y VII. Las dos potencias más importantes de la Antigüedad tardía en el Mediterráneo y el Próximo Oriente combatieron casi continuamente durante este período, aunque hubo también largos períodos de coexistencia pacífica (sobre todo durante el siglo V).
Los conflictos se iniciaron en el siglo III, con la fundación del Imperio sasánida, y concluyeron con la victoriosa campaña del emperador Heraclio, en 628-630.  Las operaciones militares fueron especialmente intensas en tiempos de Sapor I (240/242-272), Sapor II (309-379), Cosroes I (531-579) y Cosroes II (590-628). Las agresiones provinieron tanto del lado romano como del persa. Después de la última y mayor de las guerras entre Bizancio y Persia (603-628), ambas potencias, agotadas, fueron víctimas de la expansión del islam, que destruyó por completo al Imperio sasánida y se apoderó de las provincias orientales del Imperio bizantino. Este acontecimiento marca el final definitivo de la Edad Antigua.

## Antecedentes: Roma y Persia antes delsigloIII

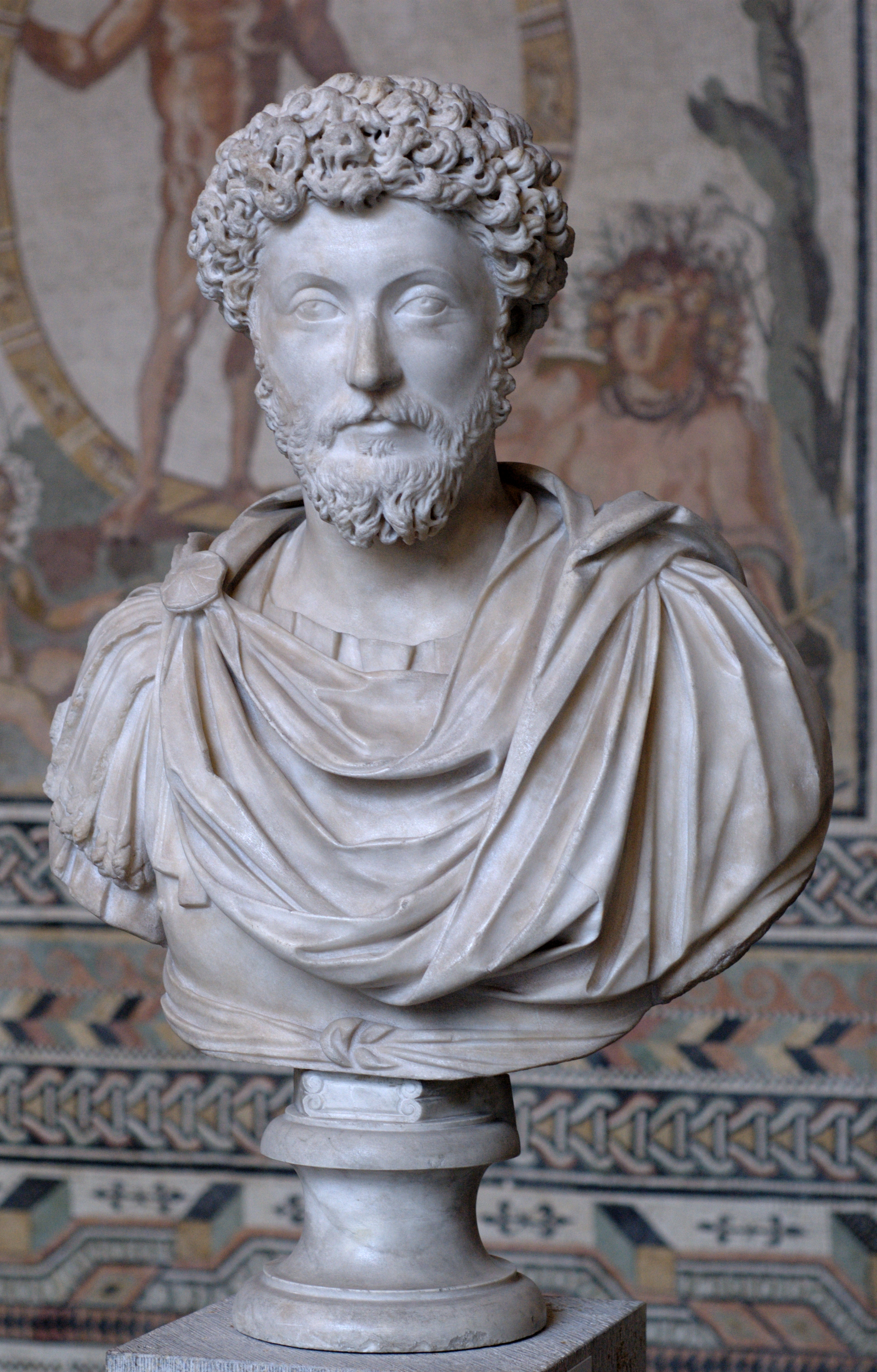
Busto de Marco Aurelio.

La muerte del emperador Marco Aurelio, en 180, fue un momento crítico para el Imperio romano. El reinado del "emperador filósofo" había estado marcado por permanentes guerras defensivas en las zonas fronterizas del Imperio: en el Danubio, con las guerras marcomanas, Roma había agotado sus últimas reservas; en el Este, se había visto obligada a combatir en varias ocasiones contra los partos. A pesar de estas guerras, Marco Aurelio no había logrado estabilizar las fronteras del Imperio. Su hijo Cómodo, poco afortunado como emperador, fue asesinado en 192. Tras una breve guerra civil, Septimio Severo, originario de África, fundó la dinastía de los Severos, que gobernaría el Imperio hasta el año 235. Los contemporáneos, como el historiador Dión Casio, nativo de la parte oriental del Imperio, advirtieron que con la muerte de Marco Aurelio concluía la "Edad de Oro" y se iniciaba una época de "hierro y herrumbre". Este punto de vista es compartido por los historiadores actuales.
El gobierno de los Severos se basó esencialmente en su control de las legiones. Las recompensas ("donativium") a los soldados aumentaron de forma constante, lo cual acrecentó también su codicia. Por otro lado, se produjeron frecuentes intrigas palaciegas, por ejemplo contra Caracalla, que era muy querido por el pueblo y por las tropas, pero que actuó sin escrúpulos e incluso hizo matar a su propio hermano, Publio Septimio Geta; o contra Heliogábalo, cuya política religiosa había irritado a muchos romanos. El último emperador de la dinastía Severa, Alejandro Severo, fue asesinado por soldados encolerizados, que desconfiaban de su capacidad militar. Los siguientes emperadores se mantuvieron durante poco tiempo en el trono, y el Imperio entró en una profunda crisis, que los historiadores modernos denominan Crisis del siglo III. Solo algunos emperadores, como Aureliano y, sobre todo, Diocleciano, lograrían en los años que siguieron dar una estabilidad duradera al Imperio.
Una parte importante de los problemas romanos durante la crisis del siglo III tuvieron su causa en Oriente. Allí, en 224, el rey parto Artabanes IV había sido vencido y muerto por un príncipe sublevado llamado Ardashir. Ardashir provenía de una dinastía de señores locales que gobernaba la región de Pérsida y que descendía de un personaje semilegendario llamado Sasán, de quien no se sabe prácticamente nada. En la moderna historiografía, la dinastía fundada por Ardashir se denomina sasánida. Los sasánidas gobernarían Persia durante unos 400 años, y su imperio sería el último gran estado preislámico del antiguo Oriente.
Ardashir y sus sucesores reforzaron las tradiciones partas en todos los sentidos, buscando legitimar la nueva dinastía. Para ello, el nuevo monarca necesitaba éxitos visibles. Esta necesidad sería pronto descubierta por los romanos: en cuanto Ardashir hubo consolidado su poder en el interior, inició una guerra contra Roma. La caballería pesada persa, los catafractos, demostraron ser dignos adversarios de los romanos. Pronto Roma se encontró implicada en una costosa guerra defensiva. Aun cuando al mismo tiempo varias tribus amenazaban continuamente las fronteras del Rin y del Danubio, no eran comparables con el bien organizado estado sasánida, que se manifestó como un enemigo mucho más formidable de lo que los partos lo habían sido jamás.
Persia, con un gran desarrollo cultural y militar, se convirtió en la némesis de Roma y continuó siéndolo durante los siglos siguientes. Roma encontró en el Imperio sasánida una potencia similar a la suya, y los grandes reyes de Ctesifonte vieron a Roma de forma parecida. Esto solo significó, ya que las dos potencias estaban sólidamente establecidas, que cada una de ellas buscó sobre todo debilitar a la otra tanto como fuera posible, objetivo en el cual los intereses económicos desempeñaron un importante papel. Fue el principio de un forcejeo continuo que duró siglos: solo con el final de la Antigüedad tardía y la caída del Imperio sasánida concluyó la secular rivalidad entre los dos imperios.
A continuación, además de describir las operaciones militares, se ofrece también una visión general de las situaciones políticas en los conflictos respectivos y de sus resultados. A este respecto, será necesario hacer algunas breves referencias a las respectivas circunstancias políticas de Persia y Roma.

## Ardashir I: El comienzo de los enfrentamientos militares

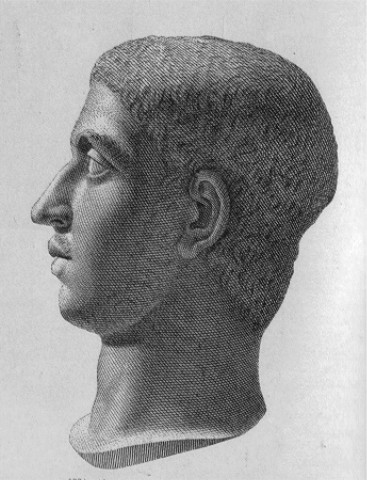
Alejandro Severo.

Después de que Ardashir I, hacia 230, hubiese reducido a sus enemigos internos, inició maniobras para ampliar sus dominios, lo que le llevó a entrar en conflicto con Roma. Su primer ataque fue contra la Armenia romana. La posesión de este territorio había sido siempre, a causa de su situación geográfica y sus recursos, motivo de disputa entre los romanos y los partos. También los sasánidas tendrían, en los años futuros, un gran interés por Armenia, sobre todo hasta el año 428, período durante el cual fue regido por una rama secundaria de la dinastía real parta de los arsácidas, quienes veían a los sasánidas como usurpadores. Muchos arsácidas estaban refugiados en Armenia y recibían ayuda romana. Por otra parte, Ardashir deseaba legitimar su mandato reconstruyendo el Imperio aqueménida a expensas de Roma y para ello debía hacerse con Armenia, poner fin a la amenaza romana sobre Mesopotamia (que aprovechaban el caos producido por el cambio dinástico para extender su influencia hacia el este) e invadir Siria y Asia Menor.
La ofensiva de Ardashir contra Armenia no tuvo, sin embargo, el éxito esperado, ni tampoco el ataque contra el reino de Hatra, en Mesopotamia, aliado de Roma. El emperador romano Alejandro Severo se preparó para la guerra y emprendió en 232 una contraofensiva contra la capital persa, Seleucia-Ctesifonte, que apenas logró resultados: una de las tres columnas del ejército romano fue aniquilada por los persas, y las otras dos regresaron sin haber alcanzado apenas éxitos. Tampoco las luchas siguientes, que se desarrollaron sobre todo en Mesopotamia, tuvieron resultados decisivos, por lo que Alejandro Severo anuló las operaciones para poder enfrentarse a los germanos en el Rhin. Tras la muerte del emperador, en 235, Ardashir emprendió una nueva ofensiva. Esta vez el Gran Rey tuvo más éxito: posiblemente en 236 las ciudades de importancia estratégica de Carras y Nísibis cayeron en manos de los persas, y en 240 también la duramente disputada Hatra.

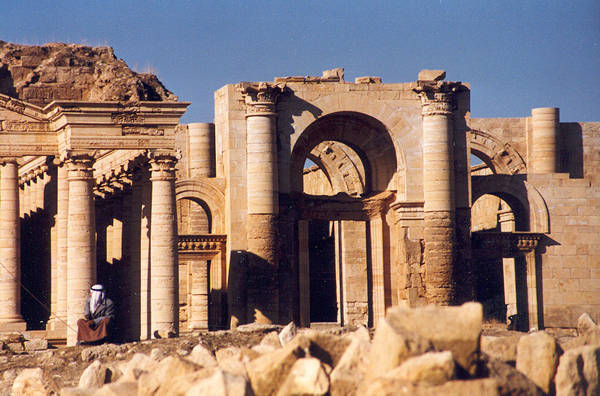
Ruinas en Hatra.

Los motivos de Ardashir para atacar al Imperio romano siguen siendo discutidos por los historiadores. Las fuentes occidentales atribuyen al Gran Rey la intención de restaurar el antiguo Imperio aqueménida, pero debe tenerse en cuenta que las fuentes occidentales son por norma contrarias a los persas. Sobre esto los testimonios que conocemos del propio Ardashir no arrojan ninguna luz, ya que él solo se autodenominó "Rey de Reyes de Eran (Irán)", lo que no es en absoluto una expresión exagerada del concepto que tenía de sí mismo. Ardashir podría haber ido a la guerra para afirmar su posición, probar su aptitud como nuevo rey y legitimar su usurpación de facto del trono. En el fondo, la cuestión depende en gran medida de la interpretación que se haga de las fuentes existentes.
La caída de Hatra hizo que Roma renovase su decisión de atacar a los persas. Ardashir murió en 241. Su hijo y heredero, Sapor, continuaría la guerra, en la que infligiría a Roma una de sus más ignominiosas derrotas.

## Sapor I: Victoria sobre los tres emperadores
Sapor I es considerado generalmente como uno de los reyes sasánidas más destacados, y en Irán el recuerdo de sus hazañas permanece todavía. En el interior del país destacó por su tolerante política religiosa y sus reformas en la administración del estado, cuya centralización aumentó durante su gobierno.
Desde el punto de vista militar, sus éxitos no fueron en absoluto menores. Dirigió un total de tres campañas contra Roma, cuya cronología precisa se desconoce porque las fuentes, bastante problemáticas, han causado dificultades a los modernos historiadores. Además, a veces las fuentes occidentales (grecorromanas), que no son precisamente muy caudalosas, contradicen los relatos de los propios sasánidas. Una fuente de interés es la conocida inscripción trilingüe (en persa medio, parto y griego) de Naqsh-e Rustam, denominada res gestae divi Saporis, una crónica de Sapor sobre su victoria. Aun cuando debe ponerse cierto cuidado a la hora de evaluar estas fuentes, en la investigación actual su contenido se considera generalmente fiable. De modo diferente se considera, en cambio, a las fuentes occidentales, como la muy poco digna de confianza Historia Augusta, que apenas ofrece información fidedigna sobre el desarrollo de las campañas.
La primera campaña de Sapor se desarrolló entre 242 y 244. Según la "Vida de los tres Gordianos", incluida en la Historia Augusta el emperador Gordiano III salió de Antioquía, una de las ciudades más importantes del Imperio, hacia el este, para ir al encuentro del ejército persa. Junto a Resaina (en las cercanías de Nísibis), los romanos vencieron al rey persa en 243. Según el citado texto, los romanos consiguieron recuperar territorios que habían caído en poder de los persas. Poco después, el prefecto del pretorio, Filipo el Árabe, tramó una conjura contra Gordiano y lo hizo asesinar (eso afirman, al menos, las fuentes occidentales, bastante tardías). De los anales de los sasánidas se deduce, sin embargo, una imagen enteramente distinta: según ellos, Gordiano, que después de la batalla cerca de Resaina (que los documentos sasánidas silencian) había marchado hacia Ctesifonte, fue derrotado y muerto a comienzos del año 244 cerca de Mesiche (a unos 40 kilómetros al oeste del actual Bagdad); a continuación Filipo fue elevado a la dignidad imperial. Tampoco fuentes bizantinas posteriores (como Juan Zonaras) hacen referencia a que Gordiano fuese asesinado; es posible que el emperador muriese a consecuencia de las heridas que le fueron infligidas en la batalla de Misiche. Filipo el Árabe se vio forzado, tras la muerte de Gordiano, a firmar un tratado de paz con Sapor; aparentemente, la victoria romana de Resaina no fue decisiva, aunque los persas tal vez tuvieron que retroceder temporalmente. Globalmente considerada, la versión de Sapor es más plausible.
Este tratado, al que solo se refieren algunas fuentes, era muy favorable a los sasánidas: disponía pagos de Roma a Persia, así como ciertas concesiones territoriales en Mesopotamia, aunque al menos Roma conservaba el apoyo de Armenia.
Aunque Filipo fue honrado con sobrenombres triunfales como Persicus o Parthicus maximus, parece que los romanos sufrieron una dolorosa derrota. Sapor inmortalizó su triunfo en varios relieves, y en 252 o 253 recomenzó sus operaciones militares contra Roma. El desarrollo de esta segunda expedición (la así llamada segunda agoge, que duraría hasta 256/57), puede reconstruirse sobre todo mediante los anales de Sapor. Parece que el nuevo emperador romano, Decio, tenía poco interés en mantener una política amistosa con Persia, y por ese motivo opuso resistencia a las intenciones expansionistas de los sasánidas en Armenia. Esto fue considerado por Sapor motivo suficiente para ir de nuevo a la guerra. Conquistó Armenia por segunda vez y, aprovechando los disturbios que siguieron a la muerte del emperador Decio, se internó en Siria y Mesopotamia. Posiblemente en la primavera del 253 Sapor marchó con su ejército a lo largo del Éufrates, adentrándose en territorio romano, aunque evitó las poderosas fortalezas romanas de Circesium y Dura Europos. Los sasánidas sufrieron, sin embargo, una pequeña derrota cerca de Emesa (no a manos de una división del ejército romano, sino de una fuerza indígena), lo que, sin embargo, solo les supuso un ligero revés. A continuación, las tropas de Sapor, cuya principal arma eran los jinetes de caballería pesada, aniquilaron a un ejército romano de unos 60 000 hombres cerca de Barbalissos, junto al Éufrates. Hierápolis, al norte de Barbalissos, y sobre todo Antioquía, fueron (durante poco tiempo) conquistadas por los sasánidas. Los persas se adentraron incluso hasta Capadocia, y en 256 consiguieron tomar también la bien defendida fortaleza de Dura Europos, pero después Sapor se retiró de nuevo. Sin embargo, el Gran Rey había adoptado entre tanto una decisión equivocada, al rechazar una oferta de alianza del rey de la ciudad-oasis de Palmira, Septimio Odenato: Odenato aceptó entonces contactar con los romanos, para quienes toda ayuda era de agradecer.

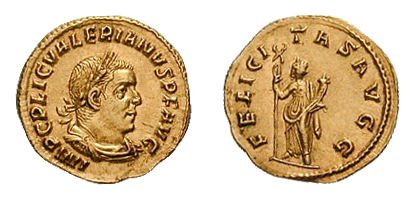
Valeriano en un áureo, junto a la diosa Fortuna (c. 255-6).

La situación en las provincias orientales del Imperio romano era tan crítica que el emperador Valeriano, que había llegado al poder en el año 253, se vio obligado a desplazarse personalmente a Oriente. Valeriano reunió un gran ejército y marchó a combatir contra Sapor. A principios del verano de 256 se enfrentó con él en la batalla de Edesa, en la que el ejército de Valeriano fue destrozado. Por si esto fuera poco, el emperador cayó prisionero de los persas en el transcurso de la batalla. La captura de Valeriano —un acontecimiento sin precedentes y extremadamente ignominioso para los romanos— fue recordado en los anales de Sapor, al igual que en los relieves rupestres:

En la tercera campaña, cuando atacamos y sitiamos Carras y Edesa, marchó contra nosotros el emperador Valeriano, e iba con él una fuerza militar de 70 000 hombres. Y del otro lado de Carras y de Edesa tuvo lugar una gran batalla entre el emperador Valeriano y nosotros, y cogimos cautivo con nuestras propias manos al emperador Valeriano y a los demás, los prefectos del pretorio y senadores y oficiales, todos los que eran jefes de aquel ejército, a todos capturamos con las manos y los deportamos a Persis.

Algunas fuentes occidentales narran que la captura del emperador fue consecuencia de una traición del bando de los persas, que habrían apresado a Valeriano cuando se dirigía a una negociación; sin embargo, otros autores corroboran la exposición de Sapor. Valeriano acabó su vida en el cautiverio, en Persia, al igual que los romanos supervivientes, quienes, deportados por Sapor a territorio sasánida, fueron ubicados por el Gran Rey en una ciudad recientemente construida. Tras la batalla, Sapor ocupó varias ciudades, y Antioquía fue por segunda vez saqueada.
Roma no tenía capacidad de ofrecer resistencia a los ejércitos persas. Por ese motivo, la defensa de las provincias orientales del Imperio recayó en Odenato de Palmira, que tuvo cierto éxito en el desempeño de esa tarea y logró vencer a las tropas persas en su propio territorio (finales de 260) e incluso avanzar hacia Ctesifonte.
Esto duró unos veinte años, hasta que Roma pudo lanzar una nueva ofensiva contra los persas. Sapor, por el contrario, que se denominaba con orgullo "Rey de Irán y de No-Irán", había demostrado que el Imperio sasánida era un digno rival para Roma.
Sin embargo, Sapor apenas pudo disfrutar de su victoria, ya que después de 261 los persas se batieron en retirada ante Palmira. En los años posteriores a 260 el monarca sasánida actuó a la defensiva frente a sus enemigos occidentales (en 262, las tropas de Palmira llegaron incluso a Ctesifonte), lo que puede estar también relacionado con sus operaciones militares en la frontera oriental, donde los kushán se estaban convirtiendo en un gran problema. El resultado fue que las ganancias territoriales de los sasánidas en el oeste fueron mínimas y las guerras supusieron grandes pérdidas humanas del lado persa. A pesar de las grandes batallas entre 244 y 260, los persas no pudieron obtener el que probablemente era su principal objetivo militar: un acceso al Mediterráneo.

## La campaña romana de Diocleciano
Hasta la muerte de Sapor, hacia 272, e incluso después, reinó la calma en las fronteras entre Roma y Persia. Esto se debió en parte a los disturbios en el Imperio romano, que solo se aplacaron con el reinado de Aureliano; además, los reyes sasánidas tuvieron bastante trabajo con sus propios problemas internos, como la aparición del maniqueísmo, que fue enérgicamente combatido por Bahram I y Bahram II. Bahram II tuvo además que enfrentarse a una rebelión en las regiones orientales de su Imperio. Los romanos, gobernados entonces por el emperador Caro, aprovecharon el momento propicio e invadieron Mesopotamia. Llegaron hasta la capital, Ctesifonte, que estuvieron a punto de conquistar; sin embargo, murió entonces Caro, lo que hizo que se interrumpiera la invasión.

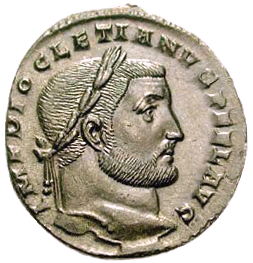
Follis de Diocleciano. Fuente: CNG Coins.

Bajo Diocleciano, que subió al poder en 284, la administración imperial fue profundamente reformada y reforzada (ver Tetrarquía) en un esfuerzo por responder a las consecuencias de la Crisis del siglo III. Diocleciano decidió encargarse también de mantener la seguridad de las fronteras orientales del Imperio. En 287 inició negociaciones con Bahram II, que concluyeron en un tratado de no agresión en las fronteras. Sin embargo, esta solución sería solo provisional; en cuanto Diocleciano se hubo encargado de restablecer la paz en el interior del Imperio, reforzando la seguridad de las fronteras frente a los germanos y reprimiendo varios levantamientos locales, dirigió una vez más su atención hacia Persia. En 290 repuso en su trono al rey de Armenia Tirídates III, que había sido depuesto por los persas, con lo que entró en conflicto con los intereses de los sasánidas. Narsés, rey de Persia desde 293, reaccionó por fin ante las maniobras romanas y atacó en 296 de nuevo Armenia, como había visto hacer a su padre, Sapor I. Diocleciano, ocupado en reprimir una revuelta en Egipto, encomendó a Galerio, su césar la misión de repeler el ataque persa. Galerio fue severamente derrotado por los persas en algún lugar entre Calínicos y Carras, en Mesopotamia, hacia el año 297 (hay controversias en cuanto a la cronología precisa del suceso).
Diocleciano marchó apresuradamente desde Egipto hacia Siria y, presumiblemente bastante disgustado por la derrota de su césar, obligó a Galerio, que vestía el manto púrpura, a correr una milla delante de su carruaje En 298, o quizá en 299, los romanos tomaron de nuevo la ofensiva. Galerio invadió Armenia, donde el terreno no permitía el despliegue eficaz de los temibles jinetes de caballería pesada persas, en tanto que Diocleciano entraba en Mesopotamia. En la ciudad armenia de Satala, Narsés sufrió una seria derrota a manos de Galerio, quien lo atacó por sorpresa. Hasta el harén de Narsés cayó en poder de los romanos, con lo que el Gran Rey, preocupado por sus familiares, se vio obligado a pedir la paz. En la llamada Paz de Nisibis, en 298 (algunos autores aislados defienden la fecha de 299), se acordó en dicha localidad que los sasánidas cedieran cinco provincias al oeste del Tigris, así como el norte de Mesopotamia, con la ciudad de Nísibis, notable por su valor estratégico y económico, y que fue elegida como el único lugar en el que se permitiría el comercio entre las dos potencias.

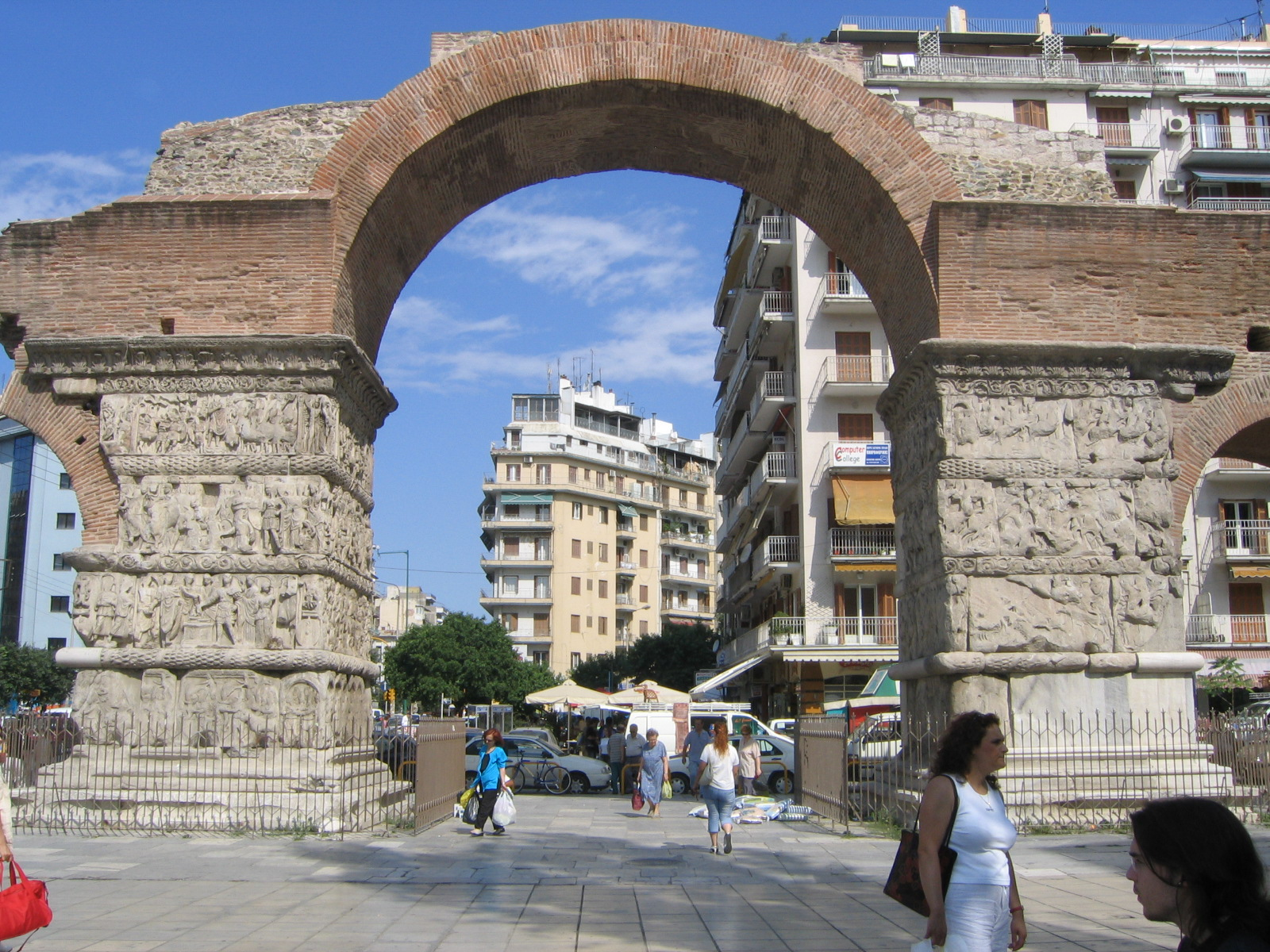
Arco de Galerio, en Salónica, erigido por el emperador Galerio para celebrar su victoria sobre los sasánidas. En sus relieves se representan la victoria militar y el triunfo de Galerio.

La victoria de Diocleciano supuso para Roma la ganancia de un enorme prestigio. Por parte persa, algunos de los términos del tratado, como la entrega de Nísibis y, sobre todo, la ampliación del poder de Roma hasta la margen izquierda del Tigris, fueron percibidos como una humillación. El representante persa había afirmado ante Galerio que Persia y Roma eran los dos mayores potencias del mundo, y que no era necesario que cada una de ellas trabajara para la aniquilación de la otra. Por ello, los romanos no debían tentar la suerte. Galerio se enfureció y recordó la muerte en cautiverio del emperador Valeriano (vid. supra). Ya que, al fin y al cabo, el acuerdo contribuiría a atenuar las permanentes tiranteces entre ambas potencias, pudo olvidar la pasada afrenta. Algunos historiadores han calificado de moderadas las condiciones impuestas por los romanos, ya que en principio Galerio habría podido exigir más; sin embargo, esta apreciación no tiene en cuenta que el acuerdo fue considerado humillante por los persas. El comienzo de nuevos conflictos era solo cuestión de tiempo.

## Roma y Persia en la época de Constantino el Grande: efectos del giro constantiniano
Diocleciano abdicó voluntariamente de su dignidad imperial en 305. El sistema de gobierno de la Tetrarquía, creado por él, que preveía la existencia de dos emperadores de rango superior (augustos) y dos de rango inferior (césares), desaparecería sin embargo antes de su muerte. En 306, Constantino, hijo del recientemente fallecido augusto Constancio I, fue proclamado emperador en Britania por las tropas, contra lo estipulado por el régimen de la Tetrarquía. Hasta 312 controló la parte occidental del Imperio, y tomó una decisión en política religiosa de gran importancia para la historia universal: conceder privilegios a una religión hasta hacía poco perseguida por Roma, el cristianismo. Para el año 324, Constantino había conseguido vencer a sus últimos rivales y se había convertido en el único señor de todo el Imperio romano.
El así llamado Giro Constantiniano, es decir, su política en favor del cristianismo, tuvo también consecuencias para las relaciones romano-persas. En 309, Sapor II, que era todavía un niño de pecho, fue elevado al trono de Persia. Esto causó una crisis en el Imperio sasánida. Solo a mediados de la década de 330 pudo Sapor tomar personalmente las riendas del poder y revelarse como un notable gobernante. El desarrollo de los acontecimientos en el Imperio romano debió de molestar al Gran Rey, muchos de cuyos súbditos eran cristianos, especialmente en Mesopotamia. Hasta entonces, Sapor había podido estar seguro de la lealtad de sus súbditos de esta religión, ya que en el Imperio romano se perseguía a los cristianos, pero ahora temía que colaborasen con el emperador de Roma, que era considerado un benefactor de los cristianos y había fundado su autoridad imperial en las ideas del cristianismo. Constantino había expresado su nuevo punto de vista en una carta a Sapor. Ahora, cuando también Armenia y la Iberia caucásica se habían convertido al cristianismo, Sapor se sintió amenazado, y su percepción no era del todo equivocada. Concentró tropas en Mesopotamia para forzar violentamente la revisión de las cláusulas de la Paz de Nísibis, e invadió Armenia, donde impuso en el trono a un rey títere. En vista de ello, Constantino envió a su hijo Constancio a Antioquía y a su sobrino Hanibaliano a Asia Menor. En 336 fueron intercambiadas legaciones, pero no se consiguió un acuerdo, así que Constantino se dispuso a guerrear contra el rey de Persia.
Los planes de Constantino en caso de victoria no están claros. Hanibaliano debía convertirse en rey de Armenia como cliente de Roma, con el título de rex regum et Ponticarum gentium; pero quizá Constantino proyectaba también apoderarse del Imperio sasánida en toda su extensión y hacer de él también un estado cliente de Roma. Independientemente de cuáles fueran las intenciones que Constantino tenía en mente (y de hasta qué punto eran factibles), su muerte el 22 de mayo de 337 hizo superfluas todas esas consideraciones, ya que la proyectada guerra persa no se llevó finalmente a efecto. Tras la muerte de Constantino, sus hijos se vieron envueltos en una cruenta lucha por el poder que duró varios años y a cuyo término salió victorioso Constancio II. Durante todo el tiempo que duró su reinado, tendría que preocuparse por otro rival: Sapor II, que tras la muerte de Constantino había reanudado las operaciones militares e iba a tener a Roma sin aliento durante décadas.

## Guerra entre «hermanos»: Constancio II y Sapor II
Sapor II aprovechó los disturbios que en el Imperio romano siguieron a la muerte de Constantino, e invadió la Mesopotamia romana. Su objetivo era recuperar la ciudad de Nísibis, pero fracasó en su primer asedio de la ciudad en el año 337 o 338, aunque seguirían dos asedios más, en 346 y 350. Simultáneamente, el Gran Rey intervino en Armenia. Una medida de política interior fue la persecución de los cristianos en Persia, por razones políticas más que religiosas.
En 338 Constancio II, en adelante emperador del Imperio romano de Oriente, marchó contra Sapor. Aparentemente, Constancio intentó evitar el enfrentamiento en campo abierto. Su intención era más bien que los ataques de Sapor se estrellasen contra el anillo de fortificaciones que defendían las provincias orientales del Imperio romano. El sistema de fortificaciones romano se basaba en la posesión de importantes ciudades estratégicas, que abastecían de víveres a las fortalezas circundantes. Nísibis era una pieza clave de este sistema, lo que explica los repetidos (e infructuosos) esfuerzos de Sapor por conquistarla. Por lo menos en una ocasión los romanos atacaron también el territorio persa.
En 344, ambos ejércitos se enfrentaron cerca de Singara. Parecía que la victoria iba a ser para Constancio, quien empleó la caballería pesada a imitación de los persas, cuando sus indisciplinados soldados se precipitaron contra el enemigo y fueron vencidos. Sin embargo también un príncipe persa cayó en la batalla.
Esta derrota debió haber reforzado la confianza del emperador en las tácticas defensivas como las más adecuadas. A este respecto, debe tenerse en cuenta que Constancio solo contaba con una parte de todo el ejército romano; el resto era reclamado por sus dos hermanos (desde la muerte de Constancio II en 340 solo por Constante) en Occidente, y permanecía por lo tanto fuera de su alcance. Pero también Sapor tenía problemas que resolver: los quionitas, bárbaros procedentes de las estepas de Asia Central, invadieron su Imperio por el este. Dicha invasión fue la causa de una tregua que duró varios años y que fue aprovechada por Constancio, entre la muerte de su hermano y el año 353, para afianzar su dominio sobre la totalidad del Imperio.
En 358 se celebraron negociaciones entre Constancio y Sapor. Se conoce bastante bien su contenido gracias al historiador Amiano Marcelino. Amiano, que participó como oficial en las batallas que siguieron, compuso hacia el final del siglo IV su Res Gestae, la última gran obra de historia latina de la Antigüedad, que contiene una descripción detallada y fiable de la última guerra persa de Constancio, así como una notable crónica de las negociaciones:
Yo, Rey de Reyes, Sapor, Compañero de las Estrellas, Hermano del Sol y de la Luna, deseo a Constancio César, mi hermano, todo bien .
Respuesta del emperador romano: Yo, vencedor por agua y por tierra, Constancio, siempre divino Augusto, deseo a mi hermano, el rey Sapor, todo bien.
Sapor exigió en una carta al emperador romano que renunciara a gran parte de Mesopotamia, al igual que a Armenia, donde se había vuelto a imponer el partido prorromano. Constancio no estaba en absoluto dispuesto a ceder territorio romano. Finalmente, esto significó que se volviera al campo de batalla. Aunque el intercambio de cortesías dejó algo claro: a pesar de que Roma y Persia lucharan enconadamente, en el pensamiento de ambas estaba asentada en principio la idea de una cierta igualdad entre los imperios. Eran enemigos, pero sin embargo se respetaban el uno al otro. Aunque, ciertamente, esto no impidió a Sapor recomenzar sus operaciones en el año 359.
Sapor, en cuyo séquito había ahora tropas auxiliares quionitas, había sin embargo aprendido de las últimas guerras: un ataque directo a las fortalezas de la Mesopotamia romana tenía escasas posibilidades de éxito. Así que las rodeó con su ejército (supuestamente de cien mil hombres) y acometió el sitio de Amida. Tenía que conquistar la fortaleza, puesto que allí se encontraban por lo menos siete legiones con tropas auxiliares, que en caso contrario podían darle muchos problemas. Sin embargo, el asedio resultó más difícil de lo esperado: la fortaleza cayó solo al cabo de 73 días, en el transcurso de los cuales Sapor tuvo que lamentar numerosas pérdidas. En los años siguientes, Sapor consiguió también conquistar las ciudades de Singara y Bezabde. Sus ataques posteriores no tuvieron ningún éxito, así que en 360 Sapor se retiró, quizá también influido por un oráculo desfavorable.
Constancio pudo respirar aliviado; sabía también, sin embargo, que la amenaza no había desaparecido. Por ello llamó de Galia a su pariente Juliano, quien desde 355 desempeñaba el cargo de césar, para que trajera tropas de refresco. Cuando dicha orden llegó a su destino las tropas de Galia rehusaron obedecer y aclamaron a Juliano como nuevo emperador. Existe la sospecha, no del todo infundada, de que la supuestamente espontánea aclamación como emperador de Juliano, que nunca había estado en buenas relaciones con Constancio, pudo haber sido en realidad un ardid del primero. Juliano se preparaba para enfrentarse a Constancio en una guerra civil, que se evitó sin embargo al morir Constancio II, en Cilicia, el 3 de noviembre de 361.

## La campaña contra Persia de Juliano: una aventura que terminó en catástrofe

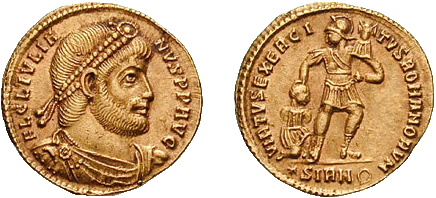
Sólido de Juliano (c. 361). En el reverso se representan las fuerzas militares del Imperio romano.

Juliano se convirtió en sucesor de Constancio y muy pronto abandonó la religión cristiana, a la que Constancio había apoyado con fuerza, en favor del culto a los antiguos dioses paganos. Fue posteriormente conocido por el sobrenombre de «Juliano el Apóstata» por sus detractores cristianos, aunque su ya anacrónico proyecto contra los cristianos no tuvo ningún éxito. Juliano tenía otro proyecto más: deseaba emprender una campaña en Persia y eliminar cualquier tipo de amenaza que proviniese de los sasánidas. Con este objetivo, viajó a Antioquía en el verano de 362 para preparar la operación. Al contrario que Constancio, tenía a todas las tropas del Imperio bajo su mando.
Ha sido varias veces discutido por los historiadores cuáles fueron los motivos que impulsaron a Juliano a emprender su campaña de Persia. De hecho, no existía una verdadera necesidad de llevar a cabo una ofensiva semejante: los persas deseaban, incluso, entablar negociaciones con Juliano, lo que este rechazó. Un argumento frecuentemente aducido es el de que Juliano tenía la intención de emular a Alejandro Magno. De hecho, Amiano se hace eco de este motivo, ya que, de todas formas, para cualquier general que partiera contra Persia, Alejandro era un modelo inevitable.
Pero Juliano pudo también tener en cuenta una razón mucho más práctica: la necesidad de asegurar la unidad del ejército. Esta no estaba por completo garantizada, ya que los soldados del ejército de Galia y las tropas de Oriente habían estado a punto de enfrentarse en una guerra civil. Muchos de los oficiales dirigentes del ejército de Galia, como por ejemplo Dagalaifus o Nevitta, eran paganos, en tanto que la mayoría de los oficiales de Oriente profesaban el cristianismo. Se ha especulado también acerca de hasta qué punto los oficiales del ejército oriental, que a fin de cuentas ya tenían experiencia en los combates contra los persas, mantenían una posición escéptica ante la idea de una nueva guerra ofensiva. El ardor guerrero de Juliano no era en todo caso compartido por todos sus hombres. Así lo demuestran las ejecuciones de oficiales y el diezmado de cuerpos de ejército completos que se vio obligado a realizar durante el posterior desarrollo de su campaña.

La campaña contra Persia de Juliano.

En cualquier caso, Juliano salió de Antioquía en dirección este el 5 de marzo de 363. Acerca del número de sus tropas las fuentes proporcionan informaciones contradictorias. Es considerada generalmente una de las mayores operaciones militares de la Antigüedad tardía (vide infra). El emperador había encomendado al rey de Armenia que le auxiliase con provisiones y tropas auxiliares. En Hierápolis estableció también contacto con los árabes. A continuación marchó hacia el sur siguiendo el curso del río Éufrates. En su séquito viajaba también Hormisdas, miembro de la familia real persa, que hacía ya tiempo había escapado a Roma y servía a Juliano como consejero y eventual pretendiente al trono.
En las crónicas de Amiano Marcelino (libros 23-25), hay una narración detallada y fiable del desarrollo de la expedición. Amiano nos informa también de los malos presentimientos que importunaron al emperador cuando hizo una parada en Carras, lugar de la famosa derrota de Craso en 53 a. C. Juliano envió una parte de su ejército (según Zósimo, que escribió hacia el año 500 una historia de Roma filo-pagana, estas fuerzas eran de unos 18 000 hombres, aunque tal vez fueran más) bajo el mando de su pariente Procopio y del magister militum Sebastiano, para ayudar a defender al rey de Armenia, Arsaces, y actuar en el norte de Mesopotamia, en tanto que él, con el grueso del ejército, de unos 65 000 hombres, seguía su marcha hacia Ctesifonte. A lo largo de su campaña, Juliano conquistó numerosas ciudades y fortalezas enemigas. El emperador debió sin embargo haberse sentido bastante intranquilo, ya que no se veía ni rastro del ejército sasánida. Los persas se limitaron a obstaculizar la marcha del ejército romano con pequeños ataques y a dificultar su acceso a los víveres.
A finales de mayo de 363, el ejército romano llegó por fin ante la capital persa, Ctesifonte. Los oficiales comprendieron enseguida que apoderarse de la ciudad requeriría un largo asedio, para el que no estaban bien preparados. En cualquier momento podía presentarse Sapor al frente del grueso de su ejército. Juliano tomó entonces una decisión que tendría graves consecuencias: debido a que a los romanos les faltaba la maquinaria para un asedio que les permitiera conquistar Ctesifonte en un tiempo razonable y a que, por otra parte, no podían volver a casa por la misma ruta —ahora se pagaba el hecho de que los romanos se hubieran dedicado al pillaje en el camino de ida y que los persas hubieran realizado una política de tierra quemada—, quiso desviarse hacia el interior para reunirse con el ejército romano que había dejado en el norte de Mesopotamia. Si Sapor le perseguía, siempre podría destruirlo y no correría peligro de verse encerrado entre el ejército persa y la fortaleza de Ctesifonte. Este plan no convencía a los oficiales romanos, pero el emperador tenía la última palabra, así que a comienzos de junio levantaron el campamento y se pusieron en marcha hacia el interior. También se dio orden de incendiar la flota que había seguido al ejército a lo largo del río para que no obstaculizara su marcha, lo que se mostraría más tarde como un grave error de Juliano, puesto que con ello atravesar el río quedaba descartado. Amiano describe con insistencia las fatigas de la retirada, que fueron dificultadas por las altas temperaturas, los mosquitos y la escasez de víveres. La moral de las tropas había llegado a su punto más bajo.
Durante la retirada, se presentó el grueso del ejército persa, que había terminado por reunirse. En la batalla de Maranga los romanos fueron todavía capaces de resistir su acometida; sin embargo, el 26 de junio, Juliano murió, a consecuencia de una herida infligida en la batalla. En vista de ello, tras un largo debate, una representación de los oficiales del ejército escogió al joven oficial de la guardia Joviano como nuevo emperador. El tiempo apremiaba, puesto que el abastecimiento del ejército se hacía cada vez más difícil, al tiempo que los persas intensificaban sus ataques. El ejército romano corría el peligro de ser completamente destruido. Inesperadamente, Sapor II accedió a negociar: evidentemente deseaba aprovechar el momento propicio. Por la vía de las negociaciones consiguió lo que en la guerra no había sido capaz de obtener. Los romanos, obligados por el tratado firmado en 363, cedieron a los persas Nísibis, Singara, el territorio al otro lado del río Tigris y quince fortalezas. Las conquistas de Diocleciano (vid. supra) retornaron de nuevo a manos de los persas, con lo que Sapor vio logrado su objetivo. Para los romanos, el tratado representó una paz deshonrosa. Sobre todo, perdieron Nísibis, que era un pilar fundamental de su sistema defensivo. Se volvió a las fronteras anteriores a 298. El abandono del territorio romano fue una situación bastante excepcional —por lo general se llevó a cabo como mucho de facto, pero no de iure—. Sin embargo, en el futuro se demostraría que las dos potencias no iban a ser capaces de adaptarse a las nuevas fronteras.
La guerra persa de Juliano había terminado en una catástrofe. Obviamente, el emperador había calculado de forma completamente equivocada las circunstancias geográficas y climáticas en el Imperio persa y, por añadidura, se había dejado arrastrar a decisiones poco prudentes. Persia no era Galia, donde Juliano había alcanzado grandes éxitos militares, y la caballería pesada de los sasánidas era un adversario enteramente diferente de los alamanes. Aunque las relaciones entre Roma y Persia fueron más distendidas en los años siguientes y entraron en una fase de coexistencia pacífica, los romanos nunca pudieron olvidar las deshonrosas condiciones del tratado de 363. En todas las guerras siguientes, la recuperación de Nísibis sería el objetivo prioritario.

## Paz con interrupciones: las guerras delsigloV
Durante el reinado de Valente, heredero de Juliano, a partir de los años 369/70, tuvieron lugar de nuevo guerras en Armenia, en las cuales Sapor II intentó hacer prevalecer la supremacía persa. Un ejército romano invadió Armenia y repuso en el trono al antiguo rey Pap. En los años siguientes, disminuyó la intensidad de las operaciones militares. Esto se debió, por un lado, a que Valente se vio obligado a combatir también a los godos y luchando contra ellos moriría en 378 en la batalla de Adrianópolis; por otro, a que a la muerte de Sapor, acaecida en 379, sus herederos inmediatos gobernaron durante poco tiempo. Hacia el año 400, reinaba entre Roma y Persia una poco habitual concordia. La razón principal era que el "problema armenio" había sido resuelto de forma temporal. Durante el reinado de Teodosio I, seguramente en 387, se había llegado a un acuerdo, por el cual Persia se quedaba con la mayor parte de Armenia, que se llamó en adelante Armenia persa, en tanto que Roma se conformaba con cerca de un quinto del territorio. El acuerdo zanjó la cuestión de las fronteras, lo que fue beneficioso también para Roma.
Las relaciones bilaterales parecieron tan buenas desde el año 400 que el historiador romano Procopio de Cesarea relataba, ya en el siglo VI, una anécdota según la cual el emperador de Oriente Arcadio habría supuestamente confiado en su lecho de muerte a su hijo menor, Teodosio II, a la protección del Gran Rey persa Yazdegerd I. El historiador de la Iglesia Sócrates Escolástico, una fuente de información nada despreciable sobre el siglo V, describe a Yazdegerd como un monarca tolerante con los cristianos. La tolerante política religiosa de Yazdegerd tuvo sin duda un papel importante en las buenas relaciones entre las dos grandes potencias; además, hasta 414, dirigió la política de Constantinopla el prefecto del pretorio Antemio, que se esforzó por mantener buenas relaciones con Persia.

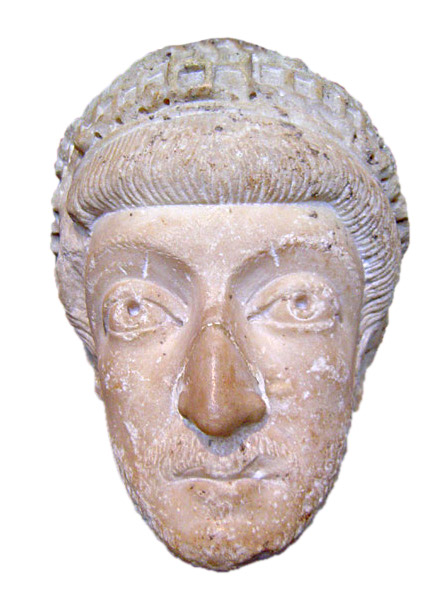
Teodosio II (identificación dudosa).

Aun así, en 420/21 estalló una nueva guerra entre el Imperio romano de Oriente y Persia. La principal razón fue la persecución a los cristianos en el Imperio sasánida: los cristianos autóctonos habían iniciado una amplia misión evangelizadora, lo cual incomodaba a los sacerdotes zoroastristas. Además, ocurrió que un templo del fuego zoroástrico fue destruido y el obispo responsable se negó a reconstruirlo, por lo cual el habitualmente tolerante Yazdegerd I se vio obligado a intervenir. Numerosos cristianos se refugiaron en territorio romano, donde el emperador Teodosio II les ofreció amparo. Yazdegerd falleció a finales de 420; en la lucha por el poder que siguió a su muerte terminó por imponerse su hijo Bahram V, que continuó la guerra. Bahram, una de las personalidades más misteriosas que ocuparon el trono sasánida, dirigió al ejército persa contra la fortaleza romana de Teodosiópolis, en Armenia, pero su ataque fracasó. Pero con ayuda de sus aliados árabes, los lakhmidas, logró levantar el sitio romano de Nísibis. Después los árabes fueron severamente derrotados cuando intentaron conquistar Antioquía. Los romanos fueron capaces de resistir, e incluso el magister militum romano (jefe del ejército, el oficial de rango superior en el ejército romano) Areobindo mató, supuestamente, a un general persa en duelo singular, y los romanos vencieron a la guardia sasánida conocida como "Los Inmortales". En conjunto, las luchas terminaron sin un resultado claro. En 422 las dos potencias firmaron un nuevo tratado de paz, en el que ambas se comprometieron a permitir el libre culto de otras religiones. Además, los romanos tuvieron que pagar subsidios a los persas a cambio de mantener la seguridad en el Cáucaso contra los hunos, a quienes ambos bandos consideraban enemigos.
En 440/441, el heredero de Bahram, Yazdegerd II rompió el tratado, posiblemente a causa de la demora en el prometido pago anual, e invadió el territorio romano, donde se enfrentó con el magister militum Anatolio. En este contexto no tuvieron lugar operaciones militares de envergadura, ya que los romanos se mostraron dispuestos a pagar altas sumas de dinero para volver al anterior statu quo y Yazdegerd II tenía ante sí la amenaza de los heftalitas en su frontera nororiental. En el tratado de 442 se estableció que ninguno de los dos bandos edificaría ninguna fortaleza en la frontera común. Estas dos guerras fueron más bien episodios aislados en las sorprendentes relaciones amistosas entre Roma y Persia durante el siglo V. El siglo VI y los comienzos del siglo VII, por el contrario, estarían marcados por un permanente estado de guerra, hasta el punto de que el conflicto que se declararía en 603 llevaría a ambas potencias al borde de la destrucción.

## ElsigloVI

### Las guerras de Kavadh I
La larga época de armonía del siglo V llegó a su fin en el año 502, cuando el Gran Rey persa Kavadh I atacó el territorio romano. Se considera que la causa principal de la acción bélica de Kavadh fue la tensa situación interior que vivía el Imperio sasánida. Kavadh había tenido que imponerse a poderosos contrincantes, y solo había logrado mantenerse en el trono gracias a la ayuda de los heftalitas, ya que la secta revolucionaria de los mazdaquitas estaba causando trastornos. Según la crónica de Josué el Estilita, que relata detalladamente la guerra, Kavadh había exigido dinero al emperador de Oriente Anastasio I, a lo que el emperador no había accedido. Kavadh atacó en el otoño de 502, conquistó Teodosiópolis, en Armenia, e inició el asedio de Amida, que cayó en enero de 503.

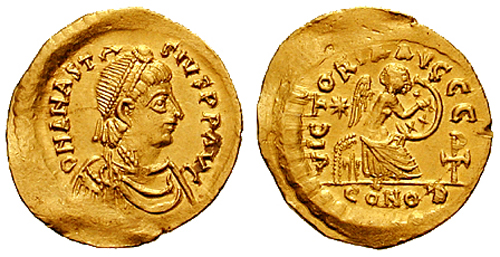
Semissis (medio sólido) de Anastasio I.

El emperador Anastasio, que deseaba resolver rápidamente el conflicto, envió en 503 contra los persas un ejército de 52 000 hombres, enorme para los patrones de la Antigüedad tardía. Como las tropas romanas carecían de un mando único, no tuvieron éxito: un ejército de solo 12 000 hombres fue derrotado en Mesopotamia, mientras que el segundo, de 40 000, fue rechazado cerca de Amida. La ciudad romana de Edesa fue a continuación sitiada sin éxito por Kavadh. Tras este serio revés, Anastasio designó a un nuevo comandante en jefe para la frontera oriental: el magister officiorum ilirio Celer. Celer invadió el territorio de Arzanene, al mismo tiempo que un segundo ejército romano asolaba la Armenia persa. En 505 logró incluso recuperar Amida. En 505/506, Kavadh, que debía hacer frente a los hunos en la parte oriental de su imperio, firmó un armisticio con el emperador, cuya duración era en principio para siete años, pero que se mantuvo durante dos décadas. Las operaciones militares en Mesopotamia hicieron comprender a los romanos que la posesión de la poderosa fortaleza de Nísibis daba a los persas una gran ventaja. Por ello, el emperador ordenó la construcción de una fortaleza similar en Dara-Anastasiopolis, lo cual, desde luego, agradó poco a los persas (los romanos infringieron con esta construcción el tratado de 442) y fue quizá un motivo para la guerra que estallaría en 526.
La segunda guerra de Kavadh contra el Imperio de Oriente se debió sobre todo a los enfrentamientos entre las dos potencias en el área del Cáucaso. Allí se encontraba el pequeño reino de Lázica, codiciado por Constantinopla, entonces gobernada por el emperador Justino I, lo cual tocaba de forma sensible la esfera de intereses de Persia.
Los romanos se consideraban los protectores de los cristianos en la Iberia persa. El rey de Lázica, Tzath, viajó en 521/22 a Constantinopla, y allí fue bautizado y se casó con una cristiana, lo que fue justamente interpretado por los persas como señal de una alianza con Constantinopla. Como entonces los persas intentaron convertir al zoroastrismo a los habitantes de Iberia, el rey de este territorio, Gurgenes, pidió ayuda al emperador Justino. Esto causó una nueva guerra que afectó sobre todo a la región del Cáucaso, así como a la zona fronteriza de Mesopotamia. La guerra se prolongó hasta después de la muerte de Justino, que tuvo lugar en 527.
El sucesor de Justino, su sobrino y protegido Justiniano I, fue uno de los más destacados gobernantes de la Antigüedad tardía, capaz de devolver al Imperio de Oriente su pasado esplendor, aun cuando fuese al elevado coste de largas guerras en varios frentes. Sobre la "guerra persa" de Justiniano, disponemos de una fuente de gran interés: la Historia de las guerras de Procopio, a las que hay que añadir los escritos de Agatías. Los generales de Justiniano, Sittas y Belisario, actuaron con gran eficacia. Belisario venció a los persas hacia 530 en la batalla de Dara, en Mesopotamia, pero fue derrotado años después en Calínico; Sittas fue nombrado magister militum para Armenia (un cargo nuevo, que demuestra la importancia adquirida por dicho territorio) y actuó allí con gran habilidad. Además, Justiniano logró consolidar la alianza con los gasánidas establecida durante el reinado de Anastasio, pero ningún contendiente consiguió una ventaja sobre el otro.
En 531 murió Kavadh, quien, ese mismo año, igual que antes, en 529, había movilizado a sus aliados árabes contra los romanos. Sucedió a Kavadh su hijo favorito, Cosroes, también llamado Husrav o Chosrau.
Justiniano y Cosroes concluyeron en 532 la llamada "Paz Duradera", por la cual Constantinopla se comprometía a pagar a Persia la elevada cantidad de 11 000 libras de oro, en un solo pago. A cambio, la sede del magister militum per Orientem, responsable de la defensa de las fronteras orientales de Roma, se trasladó de Dara a Constancia, y las fortalezas que habían sido tomadas por una y otra potencia en las guerras precedentes fueron de nuevo canjeadas.  Justiniano aprovechó la paz en Oriente para intervenir en Occidente, donde, en los años siguientes, Belisario destruyó el reino vándalo del norte de África, e invadió la Italia ostrogoda. Se puso de manifiesto lo falsa que era en realidad la paz en las fronteras orientales del Imperio cuando Cosroes rompió el tratado de paz e invadió Siria con un gran ejército.

### Cosroes I Anushirvan: El Imperio romano de Oriente a la defensiva
Cosroes I fue uno de los más notables monarcas que ocuparon el trono de Ctesifonte. Demostró ser un gran adversario para Justiniano y fue al mismo tiempo un monarca interesado por la filosofía y el arte y un estratega sin escrúpulos. En muchos aspectos, llevó al Imperio sasánida a su apogeo. Ordenó la traducción de varias obras griegas e indias al persa medio. Respetado por sus adversarios, se ganó el sobrenombre de Anushirvan ("de espíritu inmortal"). Derrotó a la secta de los mazdaquitas y llevó a cabo reformas en el ejército y en la política interior, que afirmaron el poder real y disminuyeron el de la nobleza. Estas reformas le aseguraron ingresos superiores y posibilitaron su política expansionista.

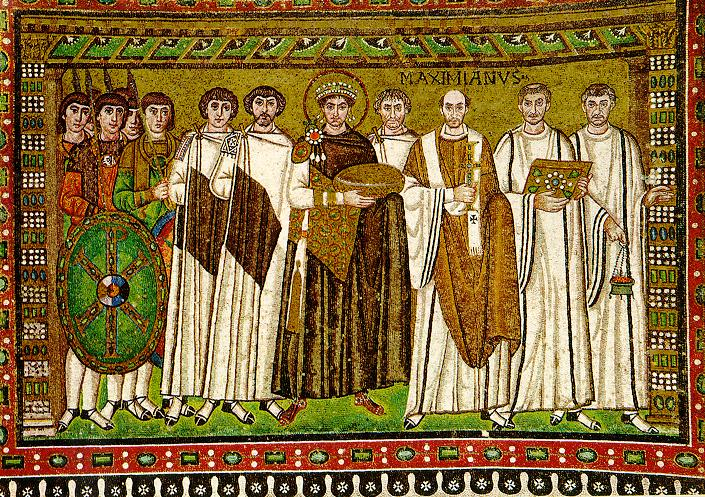
Justiniano I, mosaico en la iglesia de San Vital, en Rávena.

En 540, Cosroes I vio llegado el momento oportuno para atacar al Imperio romano de Oriente. Le sirvieron como pretexto los problemas no resueltos entre los árabes vasallos de Constantinopla y los subordinados a Persia, los gasánidas y los lajmidas, respectivamente; quizá influyó también la oferta de alianza que le fue hecha por los godos. En primavera, Cosroes se internó en Siria con un enorme ejército. Su ejército atravesó el Éufrates a la altura de Kirkesion, y, a continuación, avanzó hacia Antioquía. Justiniano envió a Antioquía a su pariente Germano, un general competente, para que organizase la defensa de las ciudades principales. Pero Germano solo tenía a su disposición la ridícula cifra de 300 hombres. Tras haber inspeccionado las instalaciones defensivas de la ciudad, decidió, según Procopio, que era absurdo intentar defenderla, ya que no habían llegado los refuerzos prometidos. Por ello, abandonó la ciudad, al tiempo que Cosroes, en su camino hacia Antioquía, conseguía por la fuerza fondos de varias ciudades romanas con la amenaza de un asedio persa. Otras ciudades fueron atacadas porque no pudieron reunir la suma requerida, como Beroia, que fue tomada y saqueada. La población de la ciudad de Sura fue deportada y parcialmente masacrada.
En Antioquía, el representante imperial prohibió taxativamente cualquier pago a los persas, por lo que la ciudad fue sitiada y finalmente conquistada. El Gran Rey obtuvo un rico botín, y ordenó que los supervivientes fueran deportados a Persia y luego confinados, al mismo tiempo que se rompían las negociaciones entre romanos y persas sin haber llegado a un acuerdo. Cosroes se apoderó también del puerto de Antioquía, Seleucia, donde se dio un baño ritual en el mar y ordenó hacer un sacrificio al dios Sol. A continuación regresó a Persia, después de fracasar en el asedio de la ciudad de Dara.
La caída de Antioquía causó una honda impresión a los romanos. Ahora se pagaba el hecho de que las tropas de Justiniano se hubieran desplazado a Italia para combatir a los godos. En adelante, el Imperio romano de Oriente tendría de hecho que combatir en dos frentes. Sin embargo, el emperador reaccionó resueltamente ante la amenaza persa. Envió a Belisario a Oriente, al encuentro del peligro, y se trasladaron fuertes unidades militares a la frontera oriental, donde se encontraba un ejército romano con una fuerza aproximada de entre quince y treinta mil hombres. En 541 los persas atacaron Lázica, donde combatieron sobre todo en el territorio de la destacada ciudad de Petra, a orillas del mar Negro. El rey de Lázica, Gubazes, había llamado a los persas, aparentemente inquieto por la presencia militar romana en su país. Poco después, sin embargo, buscó de nuevo apoyo en los romanos. Ese mismo año fracasó una tentativa de Belisario de recuperar Nísibis. En 542 Cosroes invadió de nuevo el territorio romano, pero Belisario logró poner en peligro su retirada, por lo que el persa canceló su campaña, no sin antes apoderarse de Calínicos. Sin embargo, por lo pronto, se salvó, al menos, la siempre amenazada Edesa. Además, ese mismo año se desencadenó la conocida como «peste de Justiniano», que afectó duramente a los persas. Poco después, Belisario fue llamado a Constantinopla, y reemplazado por el general Martino.

Las conquistas territoriales de Justiniano I.

 Las operaciones militares que siguieron estuvieron marcadas por ataques y contraataques. En 543 los romanos atacaron la Armenia persa, donde sufrieron una severa derrota cerca de Anglon; al año siguiente (o todavía en 543), Cosroes invadió de nuevo Mesopotamia y sitió de nuevo Edesa. Edesa tenía, sobre todo, un gran significado simbólico, ya que allí se encontraba el Mandylion, una tela que según la tradición reproducía el rostro de Cristo. El asedio fracasó. Poco después se iniciaron negociaciones, cuyo resultado fue un armisticio; Justiniano, que necesitaba tener libertad de movimientos en Occidente, pagó por él un alto precio. En el tratado no se trató explícitamente la cuestión de Lázica, ya que Cosroes no estaba dispuesto a renunciar fácilmente a sus pretensiones sobre dicho reino. En 548 recomenzaron los combates, que se resolvieron en 551 con una nueva tregua, que Justiniano debió de nuevo sufragar. Una vez más, Lázica no se mencionó en el tratado. Aunque los romanos quedaron libres de invasiones persas durante el resto del reinado de Justiniano, la guerra continuó en Lázica. En principio fue bien para los romanos, ya que las tropas del Gran Rey fueron rechazadas. En 556 los persas, tras importantes derrotas, fueron casi completamente expulsados, así que en 557 se acordó una nueva tregua, esta vez incluyendo Lázica. Esto preparó las bases para un nuevo tratado de paz, que ambos bandos, tras largas negociaciones, que por parte romana fueron conducidas por el magister officiorum Petros Patrikios, concluyeron en 562, ya que tanto romanos como persas estaban expuestos a amenazas en sus otras fronteras.
El tratado se mantendría en vigor durante 50 años. Según sus cláusulas, parte de Lázica permanecía dentro del ámbito territorial de Constantinopla, y los vasallos árabes de ambas potencias debían respetar la paz. Los persas debían proteger los puertos del Cáucaso de los ataques de los hunos y de otros pueblos bárbaros. El tratado contenía además otras disposiciones, acerca de asuntos como el trato que debía darse a los tránsfugas, así como el compromiso de no levantar nuevas fortalezas en la frontera romano-persa (un aspecto de gran importancia) y cláusulas relativas a la política comercial. Estas últimas no eran desdeñables, ya que los intereses comerciales tenían gran importancia para ambas potencias. En ese contexto debe entenderse el apoyo del Imperio romano de Oriente al cristiano Reino de Aksum en 525 en su ataque a los himyaritas, en el actual Yemen, en el que tanto Roma como Persia perseguían intereses vitales. Este ataque en el sur de Arabia, sin embargo, resultó ser un episodio aislado, ya que Cosroes también se encontraba activo en dicho lugar, y finalmente (hacia 570) los persas terminarían por imponerse.

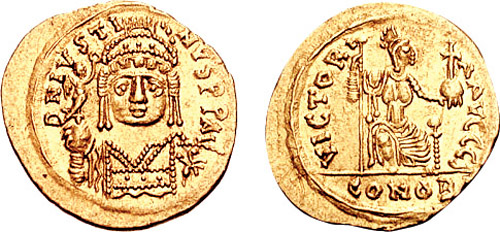
Sólido de Justino II, en cuyo reinado se inició una nueva guerra con Persia.

Justiniano había logrado, al fin y al cabo, mantener las fronteras orientales de su Imperio, aun cuando fuese a costa de grandes esfuerzos. Un punto del tratado era, sin embargo, oprobioso para los romanos: en adelante, el Imperio romano de Oriente estaba obligado a abonar anualmente a los sasánidas un tributo de unas 500 libras de oro. Para Justino II, que sucedió a Justiniano cuando este murió en 565, estas condiciones resultaban indignas. El objetivo de Justino era que, si se llegaba a un nuevo acuerdo, este fuese más equilibrado. En 572 estalló una nueva guerra, ya que Justino se había negado a pagar el tributo anual. Había además otros motivos para este nuevo conflicto: una vez más se produjo un enfrentamiento acerca de la propiedad de un territorio disputado en el Cáucaso, razón por la cual el Imperio romano de Oriente había entrado en contacto con las potencias prorromanas de la Armenia persa; así como el disgusto de Constantinopla por la designación de un gobernador persa en Yemen y por las agresiones de los lakhmidas.  Cosroes deseaba negociar con Justino, pero este no estaba dispuesto, por lo cual es severamente criticado en varias fuentes romanas de la Antigüedad tardía.
Ninguno de los dos imperios estaba realmente preparado para la guerra, pero para los romanos fue especialmente inoportuna: una alianza con los turcos de Asia Central no tuvo el resultado esperado y, además, Justino había reñido con sus aliados árabes. En 573 los persas invadieron Siria y conquistaron Apamea; ese mismo año cayó también en poder de los persas, tras un largo asedio, la ciudad de Dara, clave estratégicamente y piedra angular del sistema defensivo romano en Oriente desde la época de Anastasio I. Este desastre no fue compensado ni siquiera por los éxitos romanos en la Armenia Persa, donde el ejército imperial y sus aliados armenios habían conquistado la capital, Dvin. Las constantes malas noticias que se recibían de la frontera oriental afectaron a la salud mental del emperador, que terminó por volverse loco. Durante el resto de su reinado, se encargó de la dirección de los asuntos de estado y del mando del ejército el general Tiberio, césar desde 574. Este acordó con Cosroes, previo pago, una tregua de un año de duración, que no incluía Armenia.

### La campaña persa de Mauricio

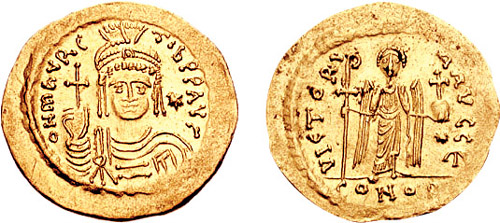
Sólido de Mauricio.

Ciertamente, la situación de los romanos, que debían enfrentarse al mismo tiempo a los longobardos en Italia, a los ávaros en los Balcanes y a los eslavos, no era desesperada. En 575 (según otras cronologías, en 576) el general Justiniano, pariente de Justino II, consiguió en la batalla de Metilene una aplastante victoria contra Cosroes. Este había conquistado la ciudad de Metilene, a orillas del Éufrates, y, cuando se retiraba, fue interceptado por Justiniano, quien aniquiló a la mayor parte del ejército persa. El propio Gran Rey pudo escapar a duras penas. Sin embargo, la victoria no fue decisiva, y la situación estaba estancada. Cuando en 579 murió Cosroes, le sucedió su hijo, Hormizd IV, al que todas las fuentes concuerdan en caracterizar negativamente. Tiberio, emperador ("augusto") desde 578, hizo una oferta de paz al nuevo Gran Rey, que este sin embargo rechazó, por lo cual Tiberio confió el mando de las fuerzas militares en Oriente a Mauricio, un general sobradamente experimentado, que sería en el futuro emperador. Las tropas romanas atacaron Media y Mesopotamia; los persas reaccionaron, al tiempo que invadían también la parte romana de Mesopotamia, poniendo en peligro las rutas de aprovisionamiento del ejército romano. En 581, Mauricio consiguió detener finalmente el ataque persa en el Éufrates, y los sasánidas sufrieron importantes pérdidas. Al año siguiente falleció Tiberio II y Mauricio subió al trono imperial. Acerca de su reinado, y de la campaña que dirigió, disponemos de una buena fuente, el libro de Teofilacto Simocates, la última obra histórica en la tradición historiográfica de la Antigüedad.
La campaña contra los persas fue de nuevo dirigida por Mauricio; en dicha guerra, sin embargo, ninguno de los dos bandos consiguió ninguna ventaja. En 585, Mauricio rechazó una oferta de paz del Gran Rey, ya que consideró inaceptables sus condiciones. Al año siguiente, los romanos obtuvieron una victoria cerca de Dara, solo para ser derrotados poco después por los persas. La situación dio un giro en 589, cuando, tras tomar Comenciolo el mando general de las tropas romanas en Oriente, fue invadida la zona de Armenia controlada por los persas por tribus bárbaras. El general persa Bahram Chubin los expulsó, pero no obtuvo a cambio la gratitud del monarca sasánida. Humillado por él con motivo de una pequeña derrota frente a los romanos, Bahram se rebeló contra Hormizd. El Gran Rey, odiado por la nobleza, perdió finalmente el trono y la vida a comienzos de 590. Le sucedió su hijo Cosroes II, a quien tampoco Bahram Chobin quiso reconocer como soberano. Cosroes debió huir tras ser derrotado por Bahram, mientras las tropas romanas aprovechaban la desunión de los persas: el general romano Juan Mistacón asedió la ciudad de Dvin, en Armenia, e invadió la región de Atropatene (en el actual Azerbaiyán). Cosroes II decidió pedir ayuda a Mauricio y se refugió en el Imperio romano de Oriente. El emperador accedió a su invitación, y por primera (y única) vez, las tropas romanas y persas marcharon unidas a la batalla. Baharam fue derrotado y Cosroes II subió de nuevo al trono en 591.
Mauricio exigió y obtuvo algunos territorios disputados en Mesopotamia, que según los romanos formaban parte de Armenia, así como territorios en Iberia (Georgia). En conjunto, el emperador se comportó de forma bastante moderada y de hecho las condiciones de su tratado con Cosroes (a quien incluso puede que adoptara) fueron francamente buenas.
Bizancio y Persia parecían haber puesto las bases para una futura convivencia pacífica.

## ¿Pax Persica?Cosroes II y el contraataque de Heraclio

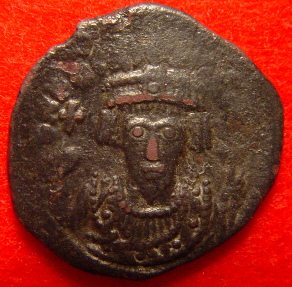
Retrato en una moneda del emperador Focas, que depuso a Mauricio en 602.

Tanto Bizancio como Persia supieron aprovechar el breve período de paz. El emperador Mauricio trasladó las tropas de Oriente a los Balcanes, donde sostuvo una campaña contra los ávaros y eslavos.
Cosroes II, una vez consolidado su poder y saneadas las finanzas del estado, volvió a fortalecer financiera y militarmente su imperio. A finales del año 602 se desarrolló en el Imperio de Oriente una serie de acontecimientos que desembocaría en la última de las guerras entre Roma y Persia, una guerra, más intensa que todas las precedentes, y que estuvo a punto de causar la ruina definitiva del Imperio romano de Oriente.
La crisis se originó en el Danubio, donde el emperador Mauricio combatía con éxito a los ávaros y eslavos. Mauricio exigió a sus tropas que invernaran en la orilla izquierda del Danubio y emprendieran una campaña contra los eslavos, a pesar de las dificultades para abastecerse de víveres. Esto llevó finalmente a que las tropas se amotinasen, y proclamasen emperador a un oficial de rango inferior, llamado Focas. Mauricio intentó huir, pero fue capturado. Focas marchó hacia Constantinopla, donde fue reconocido como emperador. Mauricio y toda su familia fueron ejecutados, en un auténtico baño de sangre, y Focas inició, según fuentes decididamente hostiles a él, un régimen de terror.
Cosroes aprovechó la muerte de Mauricio, su antiguo protector, y en 603 invadió el territorio romano. En los años siguientes cayeron en poder de los persas las ciudades de Amida, Dara, Edesa, Hierápolis y Beroia, y un ejército persa invadió Armenia. Parte de la población dio incluso la bienvenida a los invasores persas, ya que los conflictos religiosos en el Imperio de Oriente, en torno a la cuestión de la naturaleza de Jesucristo (ver monofisismo), habían alejado a la población de Siria del gobierno central. Además, Cosroes presentó a un supuesto hijo de Mauricio, que habría sobrevivido a las ejecuciones de Focas. El propio Focas cayó en 610, víctima de una conjura por parte de sectores opositores. Heraclio, hijo del exarca de Cartago, se apoderó del trono, pero tuvo que combatir contra las tropas de Focas durante algún tiempo, lo que impidió la resistencia contra los persas. Sea cual fuere el verdadero carácter del régimen de Focas (solo disponemos en la actualidad de fuentes de la época de Heraclio), es evidente que no estuvo exento de terror. Heraclio, sin duda uno de los más destacados emperadores de toda la historia del Imperio romano, fue recibido como salvador, aunque el principio no fuese capaz de hacer frente con efectividad a los persas.

Máxima expansión territorial del Imperio sasánida, durante el reinado de Cosroes II.

Con la caída de Focas, el avance persa aumentó su velocidad. En 611 los persas derrotaron a los romanos junto a Emesa, desde donde irrumpieron en Asia Menor y conquistaron también Antioquía. En 613 dio comienzo la contraofensiva romana. Parte del ejército de Constantinopla, a las órdenes del general Filípico, debía invadir Armenia, para obligar así a los persas a retirar sus tropas de Siria. Esta maniobra permitió a Heraclio prepararse para el ataque; en Siria, sin embargo, el ejército romano fue vencido en una gran batalla cerca de Antioquía. Heraclio tuvo que abandonar la región, y Damasco cayó ese mismo año. Aún peor para los romanos fue, sin embargo, la caída de Jerusalén, tomada en 614 por el general persa Shahrabaraz, según parece con ayuda de los judíos de la ciudad, que esperaban que los sasánidas les concedieran una mayor libertad. Entre el botín obtenido por los persas se encontraba la Vera Cruz, que el general Shirin regaló a la esposa favorita de Cosroes, de religión cristiana. La pérdida de esta reliquia causó una tremenda conmoción entre los cristianos. El Imperio romano de Oriente, que también se encontraba, una vez más, amenazado en los Balcanes, perdió antes de 619 también Egipto, el granero del imperio, al tiempo que los persas lanzaban también ataques en Asia Menor, que solo en una pequeña parte pudieron mantener en su poder. Todo el Oriente romano quedó bajo el dominio persa, como había sido en tiempos del Imperio aqueménida. Llegó incluso a pensarse en trasladar la capital del imperio de Constantinopla a la segura Cartago. El "Imperium Romanum" se encontraba al borde del abismo.

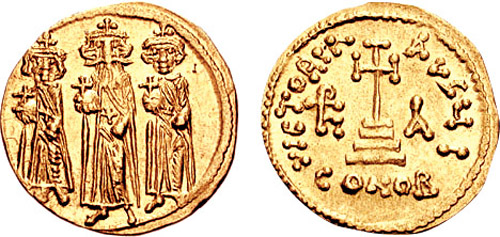
Sólido de Heraclio con sus hijos Constantino III y Heraclonas.

En esta situación, que parecía completamente desesperada, Heraclio concibió un plan extremadamente audaz. Decidió abandonar la capital, al mando de su ejército, y atacar a los persas en el interior de sus dominios. El 5 de abril de 622 el emperador abandonó la ciudad y viajó por mar hasta un punto en las cercanías de Issos, en el extremo sudoriental de Asia Menor. La reconstrucción de los siguientes acontecimientos es complicada a causa de la extremadamente problemática situación de las fuentes; no se conocen ni la ruta que siguió el emperador ni las dimensiones exactas de su ejército. Heraclio, que en los años siguientes emprendería en conjunto tres campañas contra los persas, debió contar con una fuerza militar bastante considerable. Heraclio entrenó primero a su ejército, con lo cual entre sus tropas surgió rápidamente un ambiente particular, que Jorge de Pisidia, una de las pocas fuentes con que contamos, destaca especialmente. El emperador inculcó a sus soldados la idea de que no se trataba de una campaña ordinaria. No combatían solo contra un enemigo del Imperio, sino también contra un adversario de la cristiandad. Se trataba de una guerra santa, en cierto modo una "Cruzada"  contra el poder de las tinieblas, aun cuando, ciertamente, la guerra perseguía un objetivo por encima de todo: librar definitivamente al Imperio romano de Oriente de la amenaza persa. Por esa razón se instalaron imágenes de Cristo en los campamentos. Parece que estas medidas psicológicas surtieron efecto y motivaron a los soldados, algo que posiblemente era necesario a causa de la difícil situación en la que se encontraban: si Heraclio fracasaba, el Imperio caería con él.
Los romanos lograron vencer a los persas en 622 (o 623) en Capadocia. En 623 el emperador regresó provisionalmente a Constantinopla y a continuación entró en contacto con los habitantes cristianos del Cáucaso. Heraclio logró aumentar su ejército, y combatió durante el año siguiente sobre todo en esa región. Lanzó un ataque contra Armenia, durante el cual cayó en sus manos la ciudad de Dvin y, sobre todo, la de Ganyá, en el actual Azerbaiyán. En la mencionada ciudad había un célebre templo del fuego, (hoy Takht-i Suleiman), que el emperador ordenó destruir, enviando con ello una clara señal a Cosroes. Este movilizó entonces todas las tropas de las que disponía, pero no consiguió vencer a Heraclio, que en 625 se retiró a Cilicia.
En 626, el ejército persa se puso de nuevo en marcha, con el objetivo de localizar y destruir a las tropas de Heraclio, así como de conquistar la ciudad de Constantinopla. Con este fin, los persas habían entablado negociaciones con los ávaros. En el verano de 626, la capital del Imperio de Oriente fue asediada por un imponente ejército de ávaros y eslavos. La ciudad pudo resistir, sin embargo, gracias a la flota, que evitó, además, que los persas pudieran trasladarse a la orilla europea. Los ávaros tuvieron que interrumpir el asedio, y el ejército persa, bajo el mando de Shahrabaraz, se retiró a comienzos de 627 de Calcedonia a Siria. El año anterior, Heraclio había ya conseguido vencer a un ejército persa que marchó contra él con la intención de destruirlo.

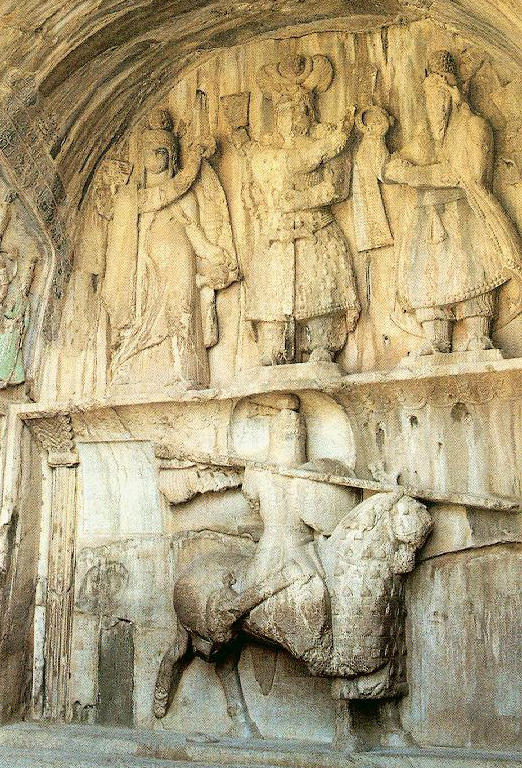
Representación del rey Cosroes II como catafracto. (Taq-e-Bostan).

En Constantinopla se atribuyó la salvación de la ciudad a un milagro de la Virgen María. El punto culminante de la ofensiva persa había sido superado con éxito, y a partir de entonces los romanos tomaron completamente la iniciativa. Heraclio pudo todavía alegrarse de una nueva victoria; en Mesopotamia, su hermano Teodoro había logrado vencer a un ejército persa bajo el mando del general Shahin, lo que debió de irritar profundamente a Cosroes. Al parecer, en la corte persa existía una gran preocupación por el estado mental del Gran Rey, quien, a su vez, sentía una profunda desconfianza hacia sus generales. Esto explica, al menos en parte, por qué Shahrabaraz se mantuvo en lo sucesivo al margen de los combates y se dedicó a esperar el desarrollo de los acontecimientos.
Mientras tanto, Heraclio reclutaba nuevas tropas en Lázica y en las regiones ribereñas del mar Negro, y establecía contacto con los Köktürks. Esta alianza no tuvo consecuencias importantes en el desenlace del conflicto, ya que las tropas auxiliares abandonaron más tarde al emperador, aunque los ataques turcos debieron de constituir una molestia para Cosroes. En 627, Heraclio partió de Tiflis hacia el sur. El 12 de diciembre de ese año, se libró una decisiva batalla junto a las ruinas de Nínive. El general persa Rhazates murió en el combate, y los romanos, que maniobraron con más habilidad, aplastaron al ejército persa. Heraclio conquistó a continuación la residencia favorita del Gran Rey, en Dastagird, en la que Cosroes había estado poco tiempo antes. El monarca persa huyó aterrado hacia Ctesifonte. Heraclio renunció intencionadamente a sitiar la capital persa, ya que temía que se cortaran sus vías de aprovisionamiento.
Sin embargo, la batalla de Nínive supuso el desenlace final de la lucha que durante siglos habían mantenido ambas potencias. Cosroes perdió todo apoyo de los grandes de su imperio: en febrero de 628 fue depuesto y asesinado en prisión. Le sucedió su hijo Kavadh II Siroe, quien inició su corto reinado con el asesinato de varios miembros de su familia. En seguida intentó establecer contacto con Heraclio para negociar un tratado de paz. El emperador se encontraba por entonces en Ganyá. El texto de su carta a Heraclio, en la que Kavadh Siroe pide la paz y se refiere a su enemigo como  "...el clementísimo emperador de los romanos, nuestro hermano..." (compárese con la cita, más arriba, del texto de Amiano Marcelino), ha llegado hasta nosotros en el llamado "Cronicón Pascual" ("Chronicon Paschale").
Finalmente se firmó un tratado de paz. Sus cláusulas estaban orientadas a mantener el statu quo ante bellum: Persia renunciaba a todas sus conquistas y devolvía la Vera Cruz, a cambio de lo cual Heraclio prometía retirarse. Sin embargo, la retirada de las tropas romanas se desarrolló con lentitud, y mientras tanto Persia se hundió en el caos. Kavadh Siroe falleció en septiembre de 628, y todos los monarcas que le sucedieron solo fueron capaces de mantenerse en el poder durante unos pocos meses. La Vera Cruz fue restituida en 630 por Shahrabaraz, que también ambicionaba el trono sasánida. La ceremonia que solemnizó el regreso de la reliquia supuso sin duda el momento de mayor esplendor del reinado de Heraclio. Recibió cartas de felicitación de varios reinos cristianos y consiguió un enorme prestigio. Persia había sido vencida, con lo que el Imperio romano parecía haber triunfado sobre su secular adversario.

## Roma y Persia: Un balance

La expansión islámica hasta 750.
Del Historical Atlas de William R. Shepherd, 1923.

Heraclio solo pudo alegrarse de su victoria durante unos pocos años. Poco después de su triunfo sobre los persas, comenzó la expansión islámica. En 636, las tropas romanas fueron derrotadas por los árabes musulmanes en la batalla de Yarmuk: tras la larga guerra contra Persia, no existían recursos suficientes para oponer resistencia.  En 642 el Imperio romano de Oriente había perdido todas sus provincias orientales, y algunos años después caerían también las del norte de África. En los Balcanes, mientras tanto, oleadas de pueblos eslavos se internaron en territorio romano, donde se asentaron de forma estable. El Imperio quedó reducido a Asia Menor, siempre sometida a los ataques de los árabes; la capital y sus alrededores; y algunas islas y lugares fortificados de Grecia. También cambiaron el estado y la sociedad del Imperio: bajo Heraclio aumentó la helenización de la administración y del ejército y el latín dejó de ser la lengua oficial ya desde la época de la guerra con Persia. Para muchos historiadores, esto supone el final del Bajo Imperio romano y el comienzo de la historia del Imperio bizantino medieval, que mantendría su identidad grecorromana y cristiana hasta 1453.
El Imperio sasánida, por el contrario, desapareció por completo en 651. Tras la derrota de la Kadesia, en 636 (o 637), los árabes aniquilaron al ejército persa en 642 en la batalla de Nihavand. El último gran rey, Yazdegerd III, tuvo un final ignominioso: en 651 fue asesinado en el extremo nororiental de su deshecho imperio por un gobernador local (o por un molinero). Aunque la herencia cultural de los sasánidas dejó su impronta duradera en el mundo árabe, con la caída de su imperio terminó la última fase de la historia antigua del Próximo Oriente.
Durante cuatrocientos años, Roma y Persia habían sido las dos principales potencias del mundo antiguo. Aunque a menudo fueron hostiles entre sí, y con frecuencia se enzarzaron en una lucha despiadada, los dos estados se profesaron siempre un mutuo respeto. Entre los dos hubo también influencias culturales recíprocas., pero, en su última etapa, las relaciones mutuas se resolvieron sobre todo mediante los conflictos militares, marcados por la lucha por la supremacía en el Próximo Oriente.
Al final, los dos imperios se encontraban tan agotados tras varios siglos de enfrentamientos que fueron fácilmente vencidos por los árabes. Puede llegarse a la conclusión de que las épocas más fructíferas en las relaciones entre ambos imperios fueron las fases de convivencia pacífica, principalmente entre 387 y 502. Sin embargo, una solución permanente era imposible a causa de la lucha por el poder y la visión que ambas potencias tenían de sí mismas.

## Cronología de las guerras romano-sasánidas
- 224: Surge el Imperio sasánida.
- Desde 230: Ardashir I invade territorios del Imperio romano.
- 242-44: Campaña persa de Gordiano III; tras los primeros éxitos es vencido en Mesiche (Misik) y muere poco después. Sapor I concluye un tratado de paz con Roma.
- 252: Sapor I conquista Armenia. En los años que siguen invade también Siria.
- 260: Valeriano es hecho prisionero en el curso de su guerra con Persia. Se desploma el sistema defensivo romano en Oriente, lo que es aprovechado por Palmira, cuya reina Zenobia, intenta crear su propio imperio.
- 283: Campaña persa de Caro.
- Desde 296: El rey persa Narsés invade territorio romano. Galerio lo vence, tras haber sufrido un primer revés, en la batalla de Karrhai.
- 298: Paz de Nísibis. El emperador romano Diocleciano conquista territorios en Mesopotamia y cinco provincias al otro lado del Tigris.
- 338: Comienza una guerra entre Roma y Mesopotamia que durará varias décadas. Ni Sapor II ni Constancio II logran resultados decisivos. Los cristianos son perseguidos en Persia.
- 359: Sapor II invade Mesopotamia al mando de un gran ejército. La importante ciudad de Amida cae en poder de Persia tras un largo asedio.
- 363: Campaña persa de Juliano. El ejército romano llega a las puertas de Ctesifonte, pero se ve obligado a retroceder. Tras la muerte de Juliano, Roma y Persia firman un tratado de paz. Los territorios conquistados por Diocleciano son devueltos a Persia.
- Hacia 387: División de Armenia en una parte controlada por Persia (Armenia persa) y otra por Roma.
- 395: Muerte de Teodosio I y división del Imperio romano.
- 410: Se permite libertad de culto a los cristianos persas en el Sínodo de Seleucia-Ctesifonte.
- 421/22: Guerra entre Roma y Persia. Este conflicto, al igual que el más restringido que tuvo lugar en 440/41, fue un episodio aislado en una época marcada por la convivencia pacífica entre los dos imperios.
- 476: Destitución del último (según la numeración tradicional) emperador romano de Occidente, Rómulo Augústulo. Final del Imperio de Occidente.
- 484: La Iglesia Asiria de Oriente se separa definitivamente de la Iglesia Imperial de Constantinopla.
- 502: Comienza una nueva guerra entre Roma y Persia. Tras una tregua en 506 se reanudan las guerras en 526.
- 532: "Paz Duradera" entre Roma y Persia. El emperador Justiniano I emprende su Restauratio Imperii en Occidente.
- 540: Cosroes I rompe el tratado. Saqueo de Antioquía y otras ciudades romanas. La guerra concluye en 562.
- 572: Justino II fuerza una nueva guerra con Persia, que concluirá en 591, durante el reinado de Mauricio.
- 603: Comienzo de la última y mayor de las guerras romano-persas. Cosroes II inicia la conquista de las provincias orientales del Imperio romano de Oriente y su integración en el Imperio sasánida.
- 627: Victoria del emperador Heraclio en la batalla de Nínive. En 628, el nuevo rey persa, Kavadh II, pide la paz.
- Década de 630: Comienza la expansión islámica. Bizancio pierde la mayor parte de sus dominios y sufre importantes transformaciones políticas y sociales. El Imperio sasánida desaparece, víctima de la acometida de los árabes.